# Герко, Алекс
Алекс Герко (англ. Alex Gerko; урождённый — Александр Александрович Герко, 3 декабря 1979, Москва) — британский предприниматель, миллиардер, основатель компании «XTX Markets». В январе 2023 года был назван крупнейшим налогоплательщиком Великобритании.

## Биография
Окончил Независимый московский университет, мехмат МГУ и Российскую экономическую школу (2003). В 2004 защитил в МГУ диссертацию и получил степень кандидата физико-математических наук.
Начинал карьеру с торговли акциями в «Deutsche Bank», затем перешёл в хедж-фонд «GSA Capital».
В 2015 году основал трейдинговую компанию «XTX Markets», которая специализируется на высокочастотной торговле на основе алгоритмов и использует статистические модели, анализирующие торговые данные. В 2016 году получил гражданство Великобритании. В 2022 отказался от российского гражданства.
В конце 2022 года издание «Bloomberg» оценило его состояние в 6 млрд долларов. В январе 2023 «The Sunday Times» признала его крупнейшим налогоплательщиком Великобритании.

## Личная жизнь
Жена Елена (училась в РЭШ), сын.